# Begonia venosa
Begonia venosa, és una espècie de planta perenne pertanyent a la família Begoniaceae. És originària de Sud-amèrica.
És un endemisme del Brasil on es troba en la Mata Atlàntica distribuïda en São Paulo.

## Taxonomia
Begonia venosa va ser descrita per Skan exHook.f. i publicat en Botanical Magazine 125: pl. 7657. 1899.
Etimologia
Begonia: nom genèric, encunyat per Charles Plumier, un referent francès en botànica, honra a Michel Bégon, un governador de la ExColònia francesa d'Haití, i va ser adoptat per Linneo.
venosa: epítet llatí de venosus que significa "amb venes".